# Lagune El Trébol
La Lagune El Trébol est un petit lac andin d'origine glaciaire situé en Argentine, à l'ouest de la province de Río Negro, dans le département de Bariloche, en Patagonie. 

## Géographie
La lagune El Trébol, de forme ovoïde orientée sud-est/nord-ouest, se trouve dans une petite dépression d'origine glaciaire entre le bras Campanario du lac Nahuel Huapi au nord-est et le lac Moreno au sud-ouest. 

Elle est située à moins de un kilomètre de la rive nord du lac Moreno, à l'endroit où les lacs Moreno oeste et Moreno este se rejoignent.
Elle est dominée au sud-est par le Cerro Campanario qui atteint 1 050 mètres d'altitude.

## Aire urbaine protégée
Jusqu'en 2005, la lagune se trouvait sur le territoire du parc national Nahuel Huapi. 
Mais la zone, située en bordure de l'agglomération urbaine de San Carlos de Bariloche était devenue au fil des ans de plus en plus marquée par la présence humaine et s'était urbanisée. La population qui habite ses rives et ses environs avait beaucoup augmenté, causant des modifications essentielles dans le paysage.  

La plus grande partie de ses rives est propriété privée et fait partie d'habitats touristiques ou de résidences de gens fortunés. 

On a alors créé en 2005 la Réserve naturelle urbaine Laguna El Trébol, couvrant 400 hectares et centré sur la lagune. Ceci dans le but de concilier urbanisation et conservation du milieu. La réserve naturelle s'étend au nord jusqu'au lac Nahuel Huapi et au sud jusqu'au lac Moreno. Quelque 80 ménages y habitaient lors de sa création.

## Tourisme
Avec ses 1 050 mètres d'altitude, le Cerro Campanario domine la zone. Il existe un télésiège pour accéder au sommet. Au-dessus, il y a une confiserie panoramique, d'où l'on peut admirer un paysage fascinant et de toute beauté.